# ソララ
ソララ（solala）は、宮城県仙台市青葉区花京院における再開発地区の街区名であり、2棟のビルから成る。ホテルJALシティ仙台を挟んで西側がソララプラザ(solala plaza)、東側がソララガーデン(solala garden) となっている。

## 概要
現在の仙台市都心部の多くは第二次世界大戦の仙台空襲によって廃墟となり、戦後に仙台駅西口側では戦災復興土地区画整理事業が施行されたが、当地を含む同駅北方の宮城野橋（X橋）周辺は事業区域から外れた。そのため当地は低開発地域（インナーシティ）となっていたが、花京院一丁目第一地区第一種市街地再開発事業が施行され、同事業の街区1にソララプラザ（北緯38度15分49.1秒 東経140度52分52.4秒 / 北緯38.263639度 東経140.881222度）、街区2にソララガーデン（北緯38度15分49.4秒 東経140度52分55.7秒 / 北緯38.263722度 東経140.882139度）が建設された。

## ソララプラザ

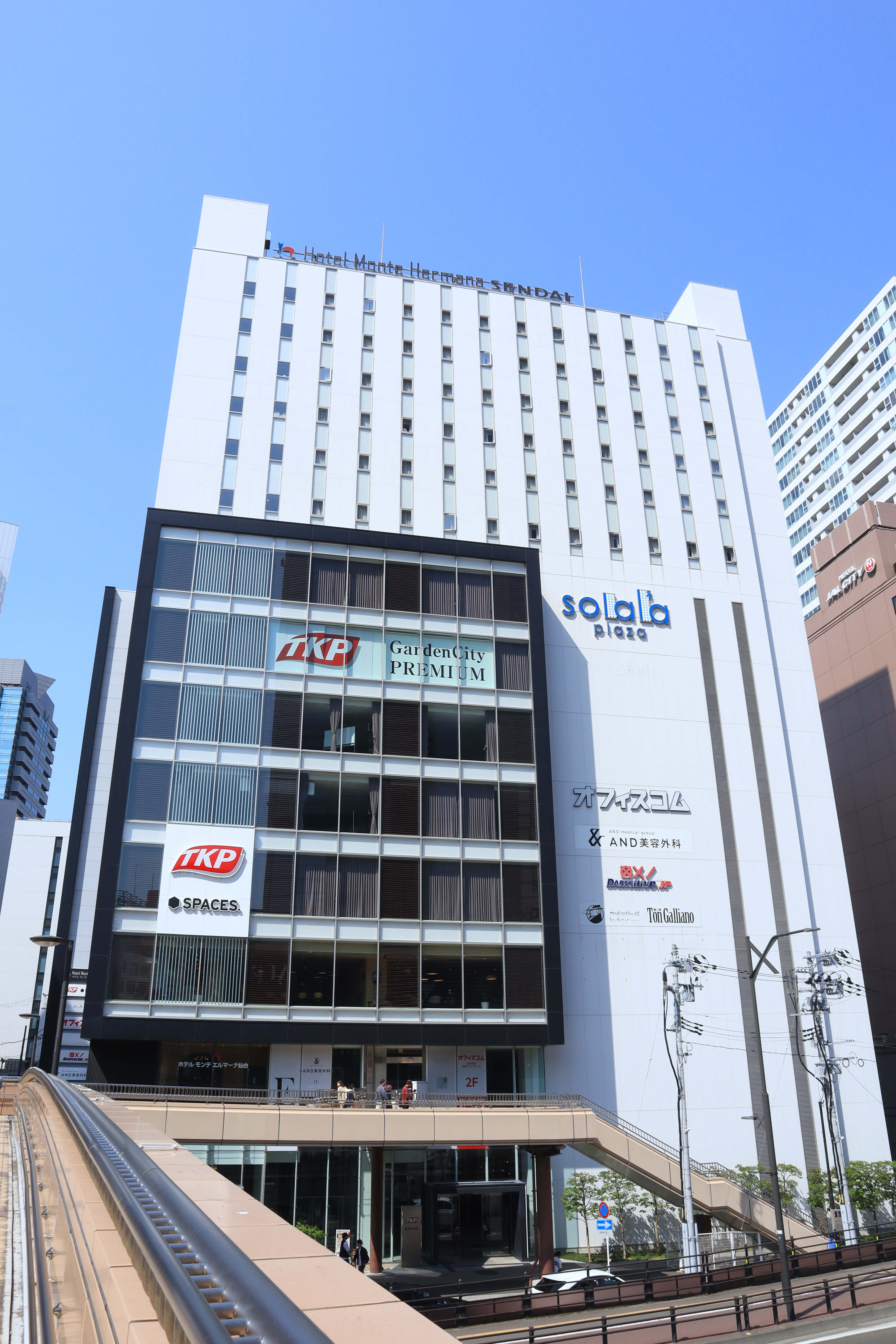
ソララプラザ

当ビルは、地上14階・地下1階建てで、1〜8階が商業スペース、9〜14階がビジネスホテルとなっている。軒高57.02m、最高高さ62.65m、敷地面積は23694.05m2、建築面積は2736.60m2、延べ床面積は24436.74m2と、ソララガーデンと比較して1階当たりのフロア面積は広くなっている。立体駐車場を内設しているほか、ペデストリアンデッキが仙台駅西口から伸びている。

### 大塚家具
3階から8階部分には、IDC大塚家具が入居し、仙台ショールームとして出店していたが、2019年5月6日をもって閉店した。
現在はティーケーピーが入居し、3階にコワーキングスペース「SPACES」4～8階は貸し会議室「TKPガーデンシティPREMIUM仙台西口」として利用されている。

### ホテル モンテ エルマーナ仙台
9階から14階には、ホテルモントレグループの「ホテル モンテ エルマーナ仙台」が入居し、客室は275室。なお、ホテルフロントは2階となっている。

## ソララガーデン
当ビルは、2871.70m2の敷地の1490.08m2を占めて建ち、地上29階・地下1階建て。1階から4階がテナントフロア（延床面積519坪）、5階から29階が分譲マンション「シティタワー仙台花京院」に分かれ、地上から10階までの一部にオフィス利用者および居住者用の3つの機械式タワーパーキングを内包する。
1999年（平成11年）に施行された仙台市の環境アセスメント条例は100m以上の建造物に適用されるが、同時期に建設された市内の高層ビルの多くは適用逃れのために100m未満ギリギリで建設されている。当ビルも99.9mであり、その傾向を踏襲している。

### テナントフロア
1階が店舗（1区画）、2階から4階が事務所（3区画）となっている。
2階から4階の事務所フロアはティーケーピーが入居し、貸し会議室「TKP仙台カンファレンスセンター」として利用されている。

### シティタワー仙台花京院
総戸数182戸（分譲戸数146戸）の分譲マンションであり、エントランスは1階（一部が2階まで吹き抜け）、居住区域は5階から29階にある。137戸が10階以上に配置。11階には、オーナーズルームが設置されている。
仙台市内の住友不動産が開発したタワーマンションに各々愛称を付けており、外壁の一部が赤いシティタワー仙台五橋は「赤のタワー」、外壁の一部が青いシティタワー勾当台公園は「青のタワー」と呼ばれている。当マンションの場合、外壁は白であるが「花のタワー」としている。

## 沿革
- 1969年（昭和44年） -  都市再開発法施行。
- 1986年（昭和61年）11月 - 準備組合設立。
- 1988年（昭和63年）2月 - 再開発促進区域及び高度利用地区の都市計画決定。
- 2005年（平成17年）6月28日 - 都市計画の告示。
- 2006年（平成18年）
  - 3月27日 - 組合設立認可。
  - 4月28日 - 都市計画変更の告示。
- 2008年（平成20年）3月26日 - 着工。
- 2009年（平成21年）
  - 9月 - 街区1（ソララプラザ）竣工。
  - 10月23日 - ホテル モンテ エルマーナ仙台が開業。
- 2010年（平成22年）
  - 3月19日 - 街区2（ソララガーデン）竣工[5]。
  - 3月31日 - 組合解散。
  - 8月23日 - ソララガーデン内に、TKP仙台カンファレンスセンターがオープン。

## アクセス
- JR仙台駅から徒歩5分[5]
- 仙台市地下鉄南北線広瀬通駅から徒歩6分
- JRあおば通駅および仙台市地下鉄南北線仙台駅から徒歩7分

バスに関しては「仙台駅のバス乗り場」参照。